# Yoshiyuki Shinoda
Yoshiyuki Shinoda (født 18. juni 1971) er en tidligere japansk fodboldspiller og træner.
Han har spillet for flere forskellige klubber i sin karriere, herunder Kofu SC og Avispa Fukuoka.
Han har tidligere trænet Avispa Fukuoka og FC Tokyo.